# Gianfranco Dalla Costa
Gianfranco Dalla Costa (Venezia, 27 marzo 1955) è un ex cestista italiano.

## Carriera
Ha giocato in Serie A1 e Serie A2 con il Basket Mestre, squadra nella quale ha militato fino al 1977. Ha successivamente militato per una stagione a Forlì, poi nuovamente a Mestre (dove centra la promozione in Serie A1); dal 1979 al 1981 è a Pordenone. Torna nuovamente a Mestre, e vi rimane sino al 1984.

Dalla Costa (accosciato, secondo da sinistra) alla Jollycolombani Forlì nel 1977.

È cresciuto nelle giovanili del Basket Favaro (Mestre), nel 1973-74 a 18 anni conquista la promozione in A1. Nella sua carriera ha disputato due stagioni in Serie A1 (1974-75) e 1982-83, ed ottenuto 2 promozioni in A1 (1973-74 e 1978-79), e giocato 7 anni a Mestre.

## Palmarès
- Promozione in Serie A1: 2
- Basket Mestre: 1973-74 e 1978-79